# Marcus Licinius Crassus
Marcus Licinius Crassus, ofta bara Crassus, född omkring 115 f.Kr., död 53 f.Kr., var en romersk fältherre och statsman. Han skapade sig en enorm förmögenhet och var en av medlemmarna i första triumviratet. Crassus var en av de ledande gestalterna i slutet av den romerska republiken.

## Biografi
Marcus Licinius Crassus var den tredje och yngste sonen till Publius Licinius Crassus Dives (konsul 97 f.Kr. och censor 89 f.Kr.). Ena brodern dog under bundsförvantskriget, och fadern och den andre brodern dog eller tog sina liv under Marius utrensningar 87 f.Kr.
Crassus bidrog bland annat till Sullas seger vid slaget vid Collinska porten 82 f.Kr. och kväste 71 f.Kr. det tredje slavkriget som leddes av Spartacus.
År 70 blev han konsul tillsammans med Pompejus. Den av Sulla införda författningen ändrades, och adelspartiets makt bröts genom att Pompejus och Crassus ingick ett slags förbund med det folkliga partiet. Pompejus krigsära och till följd därav betydelsefullare ställning gjorde att Crassus snart drog sig ifrån honom och slöt sig närmare till Julius Caesar, vilken hade blivit folkpartiets förnämste ledare. Genom sina rikedomar kunde Crassus lätt köpa sig anhängare.
Efter Pompejus återkomst från fälttåg i Asien enades Crassus, Pompejus och Caesar år 60 f.Kr. om ett hemligt förbund dem emellan för att behärska Romerska republiken. Detta förbund – första triumviratet – förnyades 56 f.Kr. på en sammankomst i Luca, men anledning till misstänksamhet saknades inte. Dock förstod Caesar att ännu sammanhålla medtävlarna om makten.
År 55 f.Kr. var Crassus åter konsul och fick nu Syrien till provins. Han ville skaffa sig krigsära och genom ett fälttåg mot partherna stärka sin ställning i staten. År 53 f.Kr. gick han över Eufrat med en här av sju legioner, 4 000 ryttare och 4 000 slungare. Fälttåget var förenat med stora svårigheter för det tungt rustade fotfolket. Snart angreps hären, vid Carrhae (Harran), på alla sidor av parthernas kavalleri, vilka förde striden på ett sätt som romarna inte var vana vid. Slaget vid Carrhae 53 f.Kr. blev därför en stor romersk förlust. Crassus son Publius stupade med sina ryttare. Crassus försökte retirera med resten av hären men redan följande dag, den 9 juni, blev han nedhuggen vid en underhandling med fienderna. Enligt en källa var det en parthisk soldat vid namn Pomaxathres som dödade Crassus och lät sända dennes huvud till partherkungen Orodes.

## Ekonomisk ställning
Crassus var utan tvekan sin tids rikaste man efter Pompejus. Sina rikedomar hade han samlat på många sätt, särskilt genom byggnadsföretag i Rom. Dessa fastigheter förvärvades ofta genom uppköp av nerbrunna fastigheter, som han lät uppföra ånyo för uthyrning. Crassus lär ha yttrat, att endast den var rik, som på egen bekostnad kunde underhålla en krigshär. En gång bjöd han folket i Rom på mat vid 10 000 bord och lät i tre månader tillhandahålla befolkningen spannmål utan betalning. Hans förmögenhet beräknades till så stor som omkring 400 miljoner sestertier.

## Eftermäle
Som statsman var Crassus föga märkvärdig, men ärelysten. Caesar använde sig skickligt av hans maktbegär och fåfänga för att skapa en motvikt mot Pompejus. Crassus mest betydande roll i historien bör därför vara det politiska och finansiella stöd han gav till den då utfattige unge Julius Caesar, vilket gjorde att denne kunde inleda sin egen politiska karriär.